# Talicada khasiana
Talicada khasiana är en fjärilsart som beskrevs av Swinhoe 1893. Talicada khasiana ingår i släktet Talicada och familjen juvelvingar. Inga underarter finns listade i Catalogue of Life.